# Seigneurie d'Argos et de Nauplie
La seigneurie d'Argos était un fief de la principauté d'Achaïe, créé après la quatrième croisade.

La Morée au Moyen Âge

La seigneurie comprenait les villes voisines d’Argos et de Nauplie, raison pour laquelle on la désigne souvent comme la seigneurie d'Argos et de Nauplie. Ces deux cités sont situées dans la plaine d'Argos, à l'est du Péloponnèse.

## Histoire

Armes des comtes de Brienne, seigneurs d’Argos

Vers 1211, les villes de Corinthe, d’Argos et de Nauplie furent conquises par le prince d'Achaïe Geoffroi Ier de Villehardouin, avec l'aide du duc d’Athènes, Othon de La Roche. En remerciement de cette aide, le prince restitua les deux dernières villes en fief à Othon.
En 1258 les deux anciens alliés entrèrent dans en conflit ; en effet les princes d’Achaïe revendiquaient la suzeraineté sur la seigneurie d’Athènes depuis la disparition du royaume de Thessalonique en 1227. Les seigneurs d’Athènes la leur refusaient, s’intitulant eux-mêmes « ducs d’Athènes ». Le conflit tourna à la guerre ouverte : à la bataille de Carydi Guy d’Athènes et son allié Geoffroy de Brières, seigneur de Karýtena, sont défaits par Guillaume II. Il semble que Guy soit alors parti à la cour du roi de France, dont il serait revenu en 1261 avec la confirmation du titre ducal. La réalité de cette confirmation royale est sujette à caution ; il est néanmoins indéniable que la seigneurie d’Argos, confisquée par Guillaume en 1258 est restituée à Guy à cette date.
En 1311, les Amulgavares de la compagnie catalane prirent le duché d’Athènes sur le duc Gautier V de Brienne, tué à la bataille du lac Copaïs.
Son fils, Gautier VI, resta seulement en possession de la seigneurie d’Argos et de Nauplie mais continua à porter le titre de duc d'Athènes. Entretenant l’espoir d'une reconquête du duché, il s’allia avec la cour angevine de Naples et en 1331, mena une campagne infructueuse contre les occupants catalans. Après cet échec, il se retira à la cour de Naples, puis à celle de France. Gautier VI mourut à la bataille de Poitiers en 1356 en tant que connétable de France.
La seigneurie passa alors à un neveu, Guy d’Enghien (qui l'avait échangée avec son frère Engelbert contre sa part originelle d'héritage, la seigneurie de Ramerupt). Guy tenta en vain en 1370 de reprendre le duché d’Athènes aux Catalans. À sa mort en 1377, la seigneurie passa à sa fille Marie, épouse du vénitien Pierre Cornaro. En 1388 Marie d’Enghien vendit la seigneurie d’Argos à la commune de Venise. Celle-ci la conserva jusqu’en 1539, date à laquelle elle tomba aux mains des Ottomans.

## Liste des seigneurs d'Argos
- 1248-1263 : Guy Ier de la Roche, duc d’Athènes
- 1263-1280 : Jean Ier de la Roche, duc d’Athènes
- 1280-1287 : Guillaume Ier de la Roche, duc d’Athènes
- 1287-1308 : Guy II de la Roche, duc d’Athènes
- 1308-1311 : Gautier V de Brienne, duc d’Athènes
- 1311-1356 : Gautier VI de Brienne
- 1356-1376 : Guy d’Enghien (en), neveu du précédent
- 1376-1388 : Marie d’Enghien (en), fille du précédent, épouse de Pierre Cornaro (en)
- 1388-1539 : seigneurie de Venise